# Bắc Lưu
Bắc Lưu (chữ Hán giản thể: 北流市, bính âm: Běiliú Shì, âm Hán Việt: Bắc Lưu thị) là một thành phố cấp huyện thuộc địa cấp thị Ngọc Lâm, khu tự trị dân tộc Choang Quảng Tây, Cộng hòa Nhân dân Trung Hoa. Thành phố này có diện tích 2.457 km², dân số 1,18 triệu người. Mã số bưu chính của thành phố Bắc Lưu là 537400, mã vùng điện thoại là 0775. Thời Nam Tề lập quận Bắc Lưu. Thời Nam Lương bỏ quận lập huyện, thời nhà Đường phân thành 5 huyện nhưng thời nhà Tống hợp nhất thành 1. Năm 1994 lập thành phố trên cơ sở huyện này.